# 利昂·博曼
利昂·博曼（法語：Léon Berman，1892年5月7日—1943年10月28日）出生於法國法蘭西島大區的巴黎第四區，是一位已故的法國猶太教的首席拉比。

## 生平
他在1919年進入法國猶太神學院接受拉比的訓練，但是直到1934年才被派任到里尔擔任拉比。
1930年代開始，歐洲開始進入戰爭的威脅，特別是猶太人的處境更為艱辛，他在當時接濟了許多德國猶太人，第二次世界大戰期間，他在戛纳成立猶太社區，希望可以讓各地猶太人獲得暫時的庇護所，豈料納粹追殺猶太人的攻勢凌厲，勒內·赫斯勒告知首席拉比伊薩伊·施瓦茨法國猶太人將有危險時，時局已經太遲了，利昂·博曼一家也在這個時候遭到逮捕，被押到奧斯威辛集中營之後就遭到殺害，年僅51歲。